# Corpi lamellari

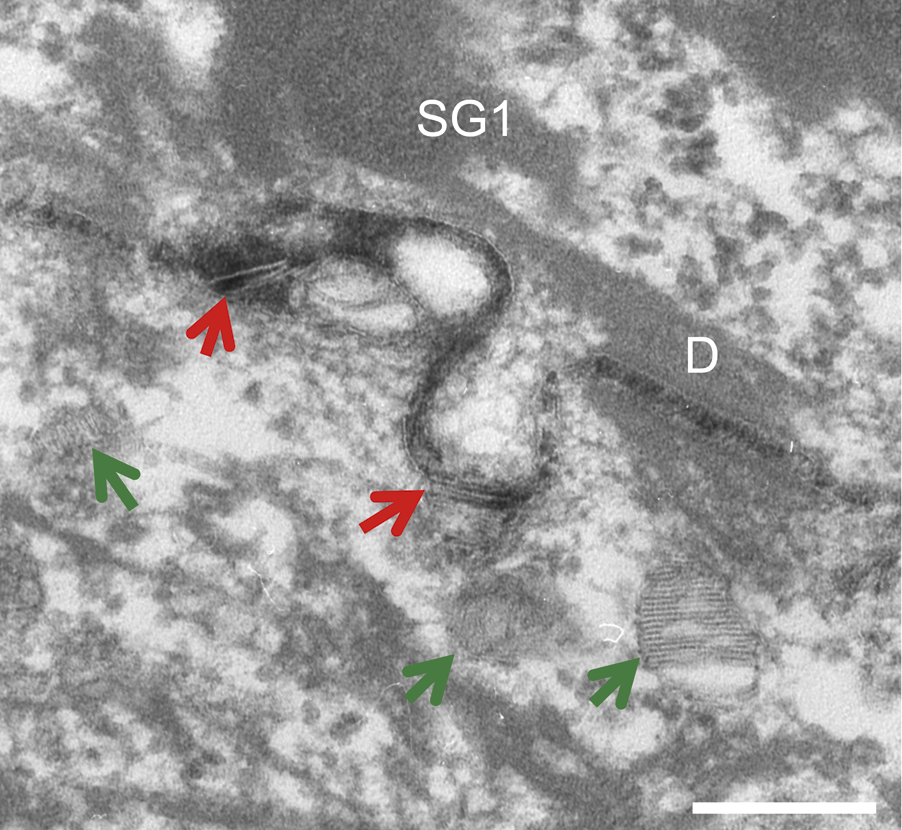
Le frecce rosse indicano i corpi lamellari secreti, mentre le verdi indicano quelli che si trovano ancora nel citoplasma (unità di misura 200 nm)

In biologia cellulare, i corpi lamellari, detti anche granuli lamellari, cheratinosomi o corpi di Odland, sono formazioni vescicolari presenti nel citoplasma degli pneumociti di 2º tipo e nei cheratinociti dello strato granuloso dell'epidermide.

## Storia
Furono identificati nel 1964 da John Balis, mediante l'utilizzo del microscopio elettronico a trasmissione, nei pneumociti notandone la migrazione verso la superficie alveolare.

## Descrizione
Negli pneumociti essi si presentano come strutture voluminose (300 - 400 nm di larghezza per 100 - 150 nm di lunghezza) delimitate da membrane e contenenti sistemi di lamelle parallele o concentriche. Si trovano in sede perinucleare oppure in vicinanza dell'apice, addossati al plasmalemma con il quale possono fondersi, riversando quindi il loro contenuto all'interno del lume alveolare. Nella cute, precisamente nello strato granuloso, si presentano sempre come granuli rivestiti da membrana contenenti lamelle e sono ricchi di lipidi, come ceramide, fosfolipidi e glicosfingolipidi. ma sono presenti anche enzimi idrolitici (es. proteasi, fosfatasi acida, glucosidasi e lipasi) e proteine (es. corneodesmosina, glucosilceramide, catepsina D, KLK7 e KLK8).

## Funzione
Nei polmoni, i lipidi presenti in queste vescicole si stratificano sulla superficie interna dell'alveolo con la funzione di tenerne dilatato il tessuto e quindi di permettere l'utilizzazione massima della superficie respiratoria alveolare ai fini degli scambi gassosi fra aria e sangue.
A livello epidermico invece i lipidi contenuti nei corpi lamellari vanno a creare una membrana protettiva impermeabile che funziona come barriera contro l'acqua e protegge il tessuto sottostante. Inoltre questi composti sono indispensabili per la desquamazione dello strato corneo.

## Malattie
L'anormale secrezione di corpi lamellari e della struttura lipidica è tipica dei pazienti affetti dalla sindrome di Netherton.